# 1446

## Události
- Korejský král Sedžong zveřejnil nové korejské písmo hangul.

### Probíhající události
- 1436–1449 – Lučchuan-pchingmienské války

## Narození
- Tas z Boskovic, diplomat, šlechtic a olomoucký biskup († 25. srpna 1482)

## Úmrtí
- 15. dubna – Filippo Brunelleschi, italský architekt (* 1377)
- 24. července – Giovanni Tavelli, italský biskup, blahoslavený (* 1386)
- 21. prosince – Ludvík z Vendôme, vrchní královský komoří a velmistr Francie (* 1376)
- ? – Jakub z Nymburka, 31. probošt litoměřické kapituly Sv. Štěpána (* kolem 1400)

## Hlavy států
- České království – Ladislav Pohrobek
- Svatá říše římská – Fridrich III.
- Papež – Evžen IV. – Felix V. (vzdoropapež)
- Anglické království – Jindřich VI.
- Francouzské království – Karel VII.
- Polské království – Kazimír IV.
- Uherské království – Ladislav Pohrobek
- Říše Inků – Pachacútec Yupanqui
- Byzantská říše – Jan VIII. Palaiologos
- Trevírské arcibiskupství-kurfiřtství – Jan ze Siercku